# Arden International
Arden International je motoristický závodní tým z Velké Británie, který byl založen v roce 1997 Christianem Hornerem, který je zároveň šéfem týmu Formule 1 Red Bull Racing. Závodí v několika juniorských formulových sériích, aktuálně v Eurocupu Formule Renault a Britské Formuli 4.
Aktuální série :
Eurocup Formule Renault
Britská Formule 4
Bývalé Série :
Formule 2
Formule 3 MS
GP2 Series
GP3 Series
Formule V8 3.5
 GP2 Asia Series
Formule 3000
Italská Formule 3000
A1 Grand Prix

## Úspěchy
Jezdecké tituly:
2003 - Formule 3000 (Wirdheim)
2004 - Formule 3000 (Liuzzi)
 2012 - GP3 Series (Evans)
 2013 - GP3 Series (Kvjat)
Týmové tituly:
2000 - Italská Formule 3000
2002 - Formule 3000
2003 - Formule 3000
2004 - Formule 3000
2016 - Formule V8 3.5
2018- Britská Formule 4

## Kompletní výsledky v aktuálních sériích

### Eurocup Formule Renault
| Rok  | Vůz            | Jezdec              | Závody | Výhry | Pole pozice | Nej kola | Pódia | P.J. | P.T. | Body |
| ---- | -------------- | ------------------- | ------ | ----- | ----------- | -------- | ----- | ---- | ---- | ---- |
| 2017 | Tatuus–Renault | Dan Ticktum         | 11     | 1     | 1           | 1        | 2     | 6.   | 6.   | 139  |
| 2017 | Tatuus–Renault | Zane Goddard        | 11     | 0     | 0           | 0        | 0     | 19.  | 6.   | 139  |
| 2017 | Tatuus–Renault | Ghislain Cordeel    | 11     | 0     | 0           | 0        | 0     | 24.  | 6.   | 139  |
| 2018 | Tatuus–Renault | Oscar Piastri       | 20     | 0     | 0           | 0        | 3     | 8.   | 6.   | 122  |
| 2018 | Tatuus–Renault | Alexandr Vartaňan   | 8      | 0     | 0           | 1        | 0     | 16.  | 6.   | 122  |
| 2018 | Tatuus–Renault | Sami Taoufik        | 20     | 0     | 0           | 0        | 0     | 22.  | 6.   | 122  |
| 2018 | Tatuus–Renault | Nikita Volegov      | 12     | 0     | 0           | 0        | 0     | 26.  | 6.   | 122  |
| 2019 | Tatuus–Renault | Patrik Pasma        | 20     | 0     | 0           | 0        | 1     | 10.  | 3.   | 189  |
| 2019 | Tatuus–Renault | Frank Bird          | 20     | 0     | 0           | 0        | 0     | 18.  | 3.   | 189  |
| 2019 | Tatuus–Renault | Sebastián Fernández | 12     | 0     | 0           | 1        | 1     | 9.   | 3.   | 189  |
| 2019 | Tatuus–Renault | Alex Quinn          | 6      | 0     | 0           | 0        | 2     | 12.  | 3.   | 189  |

### Britská Formule 4
| Rok  | Vůz         | Jezdec          | Závody | Výhry | Pole pozice | Nej kola | Pódia | Body  | P.J. | P.T. |
| ---- | ----------- | --------------- | ------ | ----- | ----------- | -------- | ----- | ----- | ---- | ---- |
| 2015 | Mygale-Ford | Ricky Collard   | 30     | 6     | 0           | 2        | 13    | 371   | 2.   | 2.   |
| 2015 | Mygale-Ford | Sandy Mitchell  | 30     | 2     | 2           | 2        | 5     | 193   | 7.   | 2.   |
| 2015 | Mygale-Ford | Enaam Ahmed     | 30     | 1     | 0           | 0        | 4     | 176   | 8.   | 2.   |
| 2016 | Mygale-Ford | Luis Leeds      | 30     | 3     | 1           | 3        | 11    | 300   | 3.   | 2.   |
| 2016 | Mygale-Ford | Rafael Martins  | 30     | 1     | 0           | 0        | 2     | 205   | 9.   | 2.   |
| 2016 | Mygale-Ford | Ayrton Simmons  | 24     | 0     | 0           | 0        | 1     | 82    | 11.  | 2.   |
| 2016 | Mygale-Ford | Jack Martin     | 30     | 0     | 0           | 0        | 0     | 25    | 14.  | 2.   |
| 2017 | Mygale-Ford | Oscar Piastri   | 30     | 6     | 5           | 4        | 15    | 376.5 | 2.   | 2.   |
| 2017 | Mygale-Ford | Alex Quinn      | 30     | 4     | 2           | 4        | 11    | 307   | 4.   | 2.   |
| 2017 | Mygale-Ford | Ayrton Simmons  | 30     | 1     | 0           | 2        | 6     | 257.5 | 7.   | 2.   |
| 2017 | Mygale-Ford | Olli Caldwell   | 15     | 0     | 0           | 0        | 1     | 39    | 14.  | 2.   |
| 2017 | Mygale-Ford | Yves Baltas     | 6      | 0     | 0           | 0        | 0     | 4     | 16.  | 2.   |
| 2018 | Mygale-Ford | Dennis Hauger   | 30     | 4     | 4           | 4        | 10    | 329   | 4.   | 1.   |
| 2018 | Mygale-Ford | Jack Doohan     | 30     | 3     | 0           | 7        | 12    | 328   | 5.   | 1.   |
| 2018 | Mygale-Ford | Patrik Pasma    | 30     | 2     | 4           | 2        | 11    | 315   | 6.   | 1.   |
| 2018 | Mygale-Ford | Seb Priaulx     | 30     | 1     | 2           | 3        | 8     | 275   | 7.   | 1.   |
| 2019 | Mygale-Ford | Alex Connor     | 27     | 0     | 2           | 0        | 1     | 163   | 9.   | 4.   |
| 2019 | Mygale-Ford | Tommy Foster    | 30     | 1     | 1           | 1        | 2     | 207   | 8.   | 4.   |
| 2019 | Mygale-Ford | Bart Horsten    | 30     | 1     | 0           | 1        | 10    | 275.5 | 5.   | 4.   |
| 2019 | Mygale-Ford | Abbie Munro     | 9      | 0     | 0           | 0        | 0     | 6     | 16.  | 4.   |
| 2020 | Mygale-Ford | Roman Bilinski  |        |       |             |          |       |       |      |      |
| 2020 | Mygale-Ford | Alex Connor     |        |       |             |          |       |       |      |      |
| 2020 | Mygale-Ford | Frederick Lubin |        |       |             |          |       |       |      |      |

## Kompletní výsledky v bývalých sériích

### FIA Mistrovství Formule 2
| Rok  | Vůz                        | Jezdec              | Závody | Výhry | Pole pozice | Nej kola | P.J. | P.T. | Body |
| ---- | -------------------------- | ------------------- | ------ | ----- | ----------- | -------- | ---- | ---- | ---- |
| 2017 | Dallara GP2/11-Mecachrome  | Norman Nato         | 22     | 1     | 0           | 0        | 9.   | 6.   | 108  |
| 2017 | Dallara GP2/11-Mecachrome  | Sean Gelael         | 22     | 0     | 0           | 0        | 15.  | 6.   | 108  |
| 2018 | Dallara F2 2018-Mecachrome | Maximilian Günther  | 22     | 1     | 0           | 0        | 14.  | 9.   | 58   |
| 2018 | Dallara F2 2018-Mecachrome | Nirei Fukuzumi      | 23     | 0     | 0           | 0        | 17.  | 9.   | 58   |
| 2018 | Dallara F2 2018-Mecachrome | Dan Ticktum         | 2      | 0     | 0           | 0        | 23.  | 9.   | 58   |
| 2019 | Dallara F2 2018-Mecachrome | Anthoine Hubert †   | 16     | 2     | 0           | 0        | 10.  | 8.   | 77   |
| 2019 | Dallara F2 2018-Mecachrome | Tatiana Calderónová | 22     | 0     | 0           | 0        | 22.  | 8.   | 77   |
| 2019 | Dallara F2 2018-Mecachrome | Arťom Markelov      | 4      | 0     | 0           | 0        | 16.  | 8.   | 77   |

† Anthoine Hubert zemřel při nehodě, během závodu ve Spa-Francorchamps

### GP2 Series
| Výsledky v GP2 Series | Výsledky v GP2 Series | Výsledky v GP2 Series | Výsledky v GP2 Series | Výsledky v GP2 Series | Výsledky v GP2 Series | Výsledky v GP2 Series | Výsledky v GP2 Series | Výsledky v GP2 Series | Výsledky v GP2 Series | Výsledky v GP2 Series |
| Rok                   | Vůz                   | Jezdci                | Závody                | Výhry                 | Pole pozice           | Nej. kola             | Body jezdce           | P.J.                  | P.T.                  | Body                  |
| --------------------- | --------------------- | --------------------- | --------------------- | --------------------- | --------------------- | --------------------- | --------------------- | --------------------- | --------------------- | --------------------- |
| 2005                  | Dallara-Mecachrome    | Heikki Kovalainen     | 23                    | 5                     | 4                     | 1                     | 105                   | 2.                    | 2.                    | 126                   |
| 2005                  | Dallara-Mecachrome    | Nicolas Lapierre      | 23                    | 0                     | 1                     | 1                     | 21                    | 11.                   | 2.                    | 126                   |
| 2006                  | Dallara-Mecachrome    | Michael Ammermüller   | 21                    | 1                     | 0                     | 0                     | 25                    | 11.                   | 4.                    | 57                    |
| 2006                  | Dallara-Mecachrome    | Nicolas Lapierre      | 17                    | 0                     | 0                     | 1                     | 32                    | 9.                    | 4.                    | 57                    |
| 2006                  | Dallara-Mecachrome    | Neel Jani             | 4                     | 0                     | 0                     | 0                     | 0                     | 25.                   | 4.                    | 57                    |
| 2007                  | Dallara-Mecachrome    | Bruno Senna           | 21                    | 1                     | 0                     | 0                     | 34                    | 8.                    | 7.†                   | 44                    |
| 2007                  | Dallara-Mecachrome    | Adrian Zaugg          | 19                    | 0                     | 0                     | 0                     | 10                    | 18.                   | 7.†                   | 44                    |
| 2007                  | Dallara-Mecachrome    | Filipe Albuquerque    | 2                     | 0                     | 0                     | 0                     | 0                     | 32.                   | 7.†                   | 44                    |
| 2008                  | Dallara-Mecachrome    | Sébastien Buemi       | 20                    | 2                     | 0                     | 0                     | 50                    | 6.                    | 6.‡                   | 56                    |
| 2008                  | Dallara-Mecachrome    | Yelmer Buurman        | 10                    | 0                     | 0                     | 0                     | 5                     | 20.                   | 6.‡                   | 56                    |
| 2008                  | Dallara-Mecachrome    | Luca Filippi          | 10                    | 0                     | 0                     | 0                     | 1                     | 19.                   | 6.‡                   | 56                    |
| 2009                  | Dallara-Mecachrome    | Sergio Pérez          | 20                    | 0                     | 0                     | 1                     | 22                    | 12.                   | 8th[1]                | 41                    |
| 2009                  | Dallara-Mecachrome    | Edoardo Mortara       | 20                    | 1                     | 0                     | 2                     | 19                    | 14.                   | 8th[1]                | 41                    |
| 2010                  | Dallara-Mecachrome    | Charles Pic           | 20                    | 1                     | 1                     | 0                     | 28                    | 10.                   | 7.†                   | 32                    |
| 2010                  | Dallara-Mecachrome    | Rodolfo González      | 20                    | 0                     | 0                     | 0                     | 4                     | 21.                   | 7.†                   | 32                    |
| 2011                  | Dallara-Mecachrome    | Josef Král            | 18                    | 0                     | 0                     | 0                     | 15                    | 15.                   | 11.                   | 15                    |
| 2011                  | Dallara-Mecachrome    | Jolyon Palmer         | 18                    | 0                     | 0                     | 0                     | 0                     | 28.                   | 11.                   | 15                    |
| 2012                  | Dallara-Mecachrome    | Simon Trummer         | 24                    | 0                     | 0                     | 0                     | 4                     | 23.                   | 3.                    | 226                   |
| 2012                  | Dallara-Mecachrome    | Luiz Razia            | 24                    | 4                     | 0                     | 3                     | 222                   | 2.                    | 3.                    | 226                   |
| 2013                  | Dallara-Mecachrome    | Johnny Cecotto, Jr.   | 21                    | 0                     | 1                     | 1                     | 41                    | 16.                   | 8.                    | 97                    |
| 2013                  | Dallara-Mecachrome    | Mitch Evans           | 22                    | 0                     | 0                     | 0                     | 56                    | 14.                   | 8.                    | 97                    |
| 2014                  | Dallara-Mecachrome    | René Binder           | 22                    | 0                     | 0                     | 0                     | 3                     | 25.                   | 10.                   | 48                    |
| 2014                  | Dallara-Mecachrome    | André Negrão          | 20                    | 0                     | 0                     | 0                     | 31                    | 12.                   | 10.                   | 48                    |
| 2014                  | Dallara-Mecachrome    | Tom Dillmann[2]       | 2                     | 0                     | 0                     | 0                     | 18                    | 19.                   | 10.                   | 48                    |
| 2015                  | Dallara-Mecachrome    | André Negrao          | 22                    | 0                     | 0                     | 0                     | 5                     | 20.                   | 12.                   | 25                    |
| 2015                  | Dallara-Mecachrome    | Norman Nato           | 22                    | 0                     | 0                     | 1                     | 20                    | 18.                   | 12.                   | 25                    |
| 2016                  | Dallara-Mecachrome    | Jimmy Eriksson        | 18                    | 0                     | 0                     | 0                     | 10                    | 20.                   | 11                    | 12                    |
| 2016                  | Dallara-Mecachrome    | Nabil Jeffri          | 22                    | 0                     | 0                     | 0                     | 2                     | 22.                   | 11                    | 12                    |
| 2016                  | Dallara-Mecachrome    | Emil Bernstorff       | 2                     | 0                     | 0                     | 0                     | 0                     | 25.                   | 11                    | 12                    |

- † Jezdili pod nizozemskou licencí.
- ‡ Jezdili jako Trust Team Arden pod nizozemskou licencí.
- [1] Jezdili jako Telmex Arden International pod nizozemskou licencí.
- [2] Dillman později jezdil i za tým Caterham Racing

### GP3 Series
| Výsledky v GP3 Series | Výsledky v GP3 Series     | Výsledky v GP3 Series | Výsledky v GP3 Series | Výsledky v GP3 Series | Výsledky v GP3 Series | Výsledky v GP3 Series | Výsledky v GP3 Series | Výsledky v GP3 Series | Výsledky v GP3 Series |
| Rok                   | Vůz                       | Jezdci                | Závody                | Výhry                 | Pole pozice           | Nej. kola             | Body                  | P.J.                  | P.T.                  |
| --------------------- | ------------------------- | --------------------- | --------------------- | --------------------- | --------------------- | --------------------- | --------------------- | --------------------- | --------------------- |
| 2010                  | Dallara-Renault           | Michael Christensen   | 16                    | 0                     | 0                     | 0                     | 0                     | 31.                   | 9.                    |
| 2010                  | Dallara-Renault           | Miki Monrás           | 16                    | 0                     | 0                     | 1                     | 17                    | 10.                   | 9.                    |
| 2010                  | Dallara-Renault           | Leonardo Cordeiro     | 16                    | 0                     | 0                     | 1                     | 1                     | 27.                   | 9.                    |
| 2011                  | Dallara-Renault           | Mitch Evans           | 16                    | 1                     | 2                     | 0                     | 29                    | 9.                    | 2.                    |
| 2011                  | Dallara-Renault           | Simon Trummer         | 16                    | 0                     | 0                     | 0                     | 9                     | 18.                   | 2.                    |
| 2011                  | Dallara-Renault           | Lewis Williamson      | 16                    | 1                     | 1                     | 0                     | 31                    | 8.                    | 2.                    |
| 2012                  | Dallara-Renault           | Mitch Evans           | 16                    | 3                     | 4                     | 2                     | 151.5                 | 1.                    | 2.                    |
| 2012                  | Dallara-Renault           | David Fumanelli       | 14                    | 0                     | 0                     | 0                     | 47                    | 11.                   | 2.                    |
| 2012                  | Dallara-Renault           | Matias Laine          | 16                    | 1                     | 0                     | 1                     | 111                   | 5.                    | 2.                    |
| 2013                  | Dallara-Renault           | Carlos Sainz Jr.      | 16                    | 0                     | 1                     | 2                     | 66                    | 10.                   | 2.                    |
| 2013                  | Dallara-Renault           | Robert Vișoiu         | 16                    | 2                     | 0                     | 0                     | 44                    | 12.                   | 2.                    |
| 2013                  | Dallara-Renault           | Daniil Kvjat          | 16                    | 3                     | 2                     | 4                     | 168                   | 1.                    | 2.                    |
| 2014                  | Dallara-Renault           | Robert Vișoiu         | 18                    | 0                     | 0                     | 0                     | 23                    | 13.                   | 4.                    |
| 2014                  | Dallara-Renault           | Patric Niederhauser   | 18                    | 2                     | 0                     | 2                     | 62                    | 10.                   | 4.                    |
| 2014                  | Dallara-Renault           | Jann Mardenborough    | 18                    | 1                     | 0                     | 2                     | 77                    | 9.                    | 4.                    |
| 2015                  | Dallara-Renault           | Kevin Ceccon          | 18                    | 2                     | 1                     | 0                     | 77                    | 7.                    | 3.                    |
| 2015                  | Dallara-Renault           | Emil Bernstorff       | 18                    | 2                     | 0                     | 1                     | 194                   | 4.                    | 3.                    |
| 2015                  | Dallara-Renault           | Aleksander Bosak      | 18                    | 0                     | 0                     | 0                     | 20                    | 14.                   | 3.                    |
| 2016                  | Dallara GP3/16-Mecachrome | Jake Dennis           | 18                    | 2                     | 0                     | 4                     | 4.                    | 2.                    | 297                   |
| 2016                  | Dallara GP3/16-Mecachrome | Jack Aitken           | 18                    | 1                     | 0                     | 2                     | 5.                    | 2.                    | 297                   |
| 2016                  | Dallara GP3/16-Mecachrome | Tatiana Calderónová   | 18                    | 0                     | 0                     | 0                     | 21.                   | 2.                    | 297                   |
| 2017                  | Dallara GP3/16-Mecachrome | Niko Kari             | 15                    | 1                     | 0                     | 1                     | 10.                   | 4.                    | 91                    |
| 2017                  | Dallara GP3/16-Mecachrome | Leonardo Pulcini      | 15                    | 0                     | 0                     | 1                     | 14.                   | 4.                    | 91                    |
| 2017                  | Dallara GP3/16-Mecachrome | Steijn Schothorst     | 15                    | 0                     | 0                     | 0                     | 17.                   | 4.                    | 91                    |
| 2018                  | Dallara GP3/16-Mecachrome | Joey Mawson           | 18                    | 0                     | 0                     | 0                     | 13.                   | 6.                    | 43                    |
| 2018                  | Dallara GP3/16-Mecachrome | Gabriel Aubry         | 18                    | 0                     | 0                     | 0                     | 18.                   | 6.                    | 43                    |
| 2018                  | Dallara GP3/16-Mecachrome | Julien Falchero       | 14                    | 0                     | 0                     | 0                     | 22.                   | 6.                    | 43                    |
| 2018                  | Dallara GP3/16-Mecachrome | Sacha Fenestraz       | 4                     | 0                     | 0                     | 0                     | 24.                   | 6.                    | 43                    |

- Tým spolupracoval s Markem Webberem jako MW Arden  v letech 2010–2013.

### Formule Renault 3.5/Formule 3.5 V8
| Výsledky ve Formuli Renault 3.5 Series/Formuli 3.5 V8 | Výsledky ve Formuli Renault 3.5 Series/Formuli 3.5 V8 | Výsledky ve Formuli Renault 3.5 Series/Formuli 3.5 V8 | Výsledky ve Formuli Renault 3.5 Series/Formuli 3.5 V8 | Výsledky ve Formuli Renault 3.5 Series/Formuli 3.5 V8 | Výsledky ve Formuli Renault 3.5 Series/Formuli 3.5 V8 | Výsledky ve Formuli Renault 3.5 Series/Formuli 3.5 V8 | Výsledky ve Formuli Renault 3.5 Series/Formuli 3.5 V8 | Výsledky ve Formuli Renault 3.5 Series/Formuli 3.5 V8 | Výsledky ve Formuli Renault 3.5 Series/Formuli 3.5 V8 | Výsledky ve Formuli Renault 3.5 Series/Formuli 3.5 V8 |
| Rok                                                   | Vůz                                                   | Jezdci                                                | Závody                                                | Výhry                                                 | Pole pozice                                           | Nej. kola                                             | Pódia                                                 | Body                                                  | P.J.                                                  | P.T.                                                  |
| ----------------------------------------------------- | ----------------------------------------------------- | ----------------------------------------------------- | ----------------------------------------------------- | ----------------------------------------------------- | ----------------------------------------------------- | ----------------------------------------------------- | ----------------------------------------------------- | ----------------------------------------------------- | ----------------------------------------------------- | ----------------------------------------------------- |
| 2012                                                  | Dallara-Renault                                       | Alexander Rossi                                       | 17                                                    | 0                                                     | 0                                                     | 4                                                     | 1                                                     | 63                                                    | 11.                                                   | 2. †                                                  |
| 2012                                                  | Dallara-Renault                                       | Lewis Williamson                                      | 5                                                     | 0                                                     | 0                                                     | 0                                                     | 0                                                     | 0                                                     | 32.                                                   | 2. †                                                  |
| 2012                                                  | Dallara-Renault                                       | António Félix da Costa                                | 12                                                    | 4                                                     | 0                                                     | 2                                                     | 6                                                     | 166                                                   | 4.                                                    | 2. †                                                  |
| 2013                                                  | Dallara-Renault                                       | António Félix da Costa                                | 17                                                    | 3                                                     | 1                                                     | 2                                                     | 6                                                     | 172                                                   | 3.                                                    | 4. †                                                  |
| 2013                                                  | Dallara-Renault                                       | Pietro Fantin                                         | 17                                                    | 0                                                     | 0                                                     | 0                                                     | 0                                                     | 14                                                    | 21.                                                   | 4. †                                                  |
| 2014                                                  | Dallara-Renault                                       | Pierre Gasly                                          | 17                                                    | 0                                                     | 1                                                     | 3                                                     | 8                                                     | 192                                                   | 2.                                                    | 3.                                                    |
| 2014                                                  | Dallara-Renault                                       | William Buller                                        | 17                                                    | 0                                                     | 0                                                     | 0                                                     | 1                                                     | 30                                                    | 16.                                                   | 3.                                                    |
| 2015                                                  | Dallara-Renault                                       | Nicholas Latifi                                       | 17                                                    | 0                                                     | 0                                                     | 1                                                     | 0                                                     | 55                                                    | 11.                                                   | 5.                                                    |
| 2015                                                  | Dallara-Renault                                       | Jegor Orudžev                                         | 17                                                    | 2                                                     | 0                                                     | 0                                                     | 4                                                     | 133                                                   | 5.                                                    | 5.                                                    |

- †Jezdili jako Arden Caterham.

### GP2 Asia Series
| Výsledky v GP2 Asia Series | Výsledky v GP2 Asia Series | Výsledky v GP2 Asia Series | Výsledky v GP2 Asia Series | Výsledky v GP2 Asia Series | Výsledky v GP2 Asia Series | Výsledky v GP2 Asia Series | Výsledky v GP2 Asia Series | Výsledky v GP2 Asia Series | Výsledky v GP2 Asia Series |
| Rok                        | Vůz                        | Jezdci                     | Závody                     | Výhry                      | Pole pozice                | Nej. kola                  | Body                       | P.J.                       | P.T.                       |
| -------------------------- | -------------------------- | -------------------------- | -------------------------- | -------------------------- | -------------------------- | -------------------------- | -------------------------- | -------------------------- | -------------------------- |
| 2008                       | Dallara-Mecachrome         | Adam Khan                  | 4                          | 0                          | 0                          | 0                          | 0                          | 28.                        | 2. †                       |
| 2008                       | Dallara-Mecachrome         | Yelmer Buurman             | 6                          | 0                          | 0                          | 0                          | 13                         | 9.                         | 2. †                       |
| 2008                       | Dallara-Mecachrome         | Sébastien Buemi            | 10                         | 1                          | 0                          | 1                          | 37                         | 2.                         | 2. †                       |
| 2008-09                    | Dallara-Mecachrome         | Luiz Razia                 | 11                         | 1                          | 1                          | 0                          | 9                          | 13.                        | 6.                         |
| 2008-09                    | Dallara-Mecachrome         | Mika Mäki                  | 2                          | 0                          | 0                          | 0                          | 0                          | 29.                        | 6.                         |
| 2008-09                    | Dallara-Mecachrome         | Renger van der Zande       | 1                          | 0                          | 0                          | 0                          | 0                          | 31.                        | 6.                         |
| 2008-09                    | Dallara-Mecachrome         | Edoardo Mortara            | 8                          | 0                          | 0                          | 0                          | 11                         | 11.                        | 6.                         |
| 2009–10                    | Dallara-Mecachrome         | Charles Pic                | 4                          | 1                          | 1                          | 0                          | 18                         | 5.                         | 2. †                       |
| 2009–10                    | Dallara-Mecachrome         | Rodolfo González           | 2                          | 0                          | 0                          | 0                          | 0                          | 29.                        | 2. †                       |
| 2009–10                    | Dallara-Mecachrome         | Javier Villa               | 6                          | 0                          | 0                          | 1                          | 19                         | 4.                         | 2. †                       |
| 2011                       | Dallara-Mecachrome         | Josef Král                 | 4                          | 0                          | 0                          | 0                          | 8                          | 10th                       | 10.                        |
| 2011                       | Dallara-Mecachrome         | Jolyon Palmer              | 4                          | 0                          | 0                          | 0                          | 0                          | 19.                        | 10.                        |

- † Jezdili pod nizozemskou licencí.

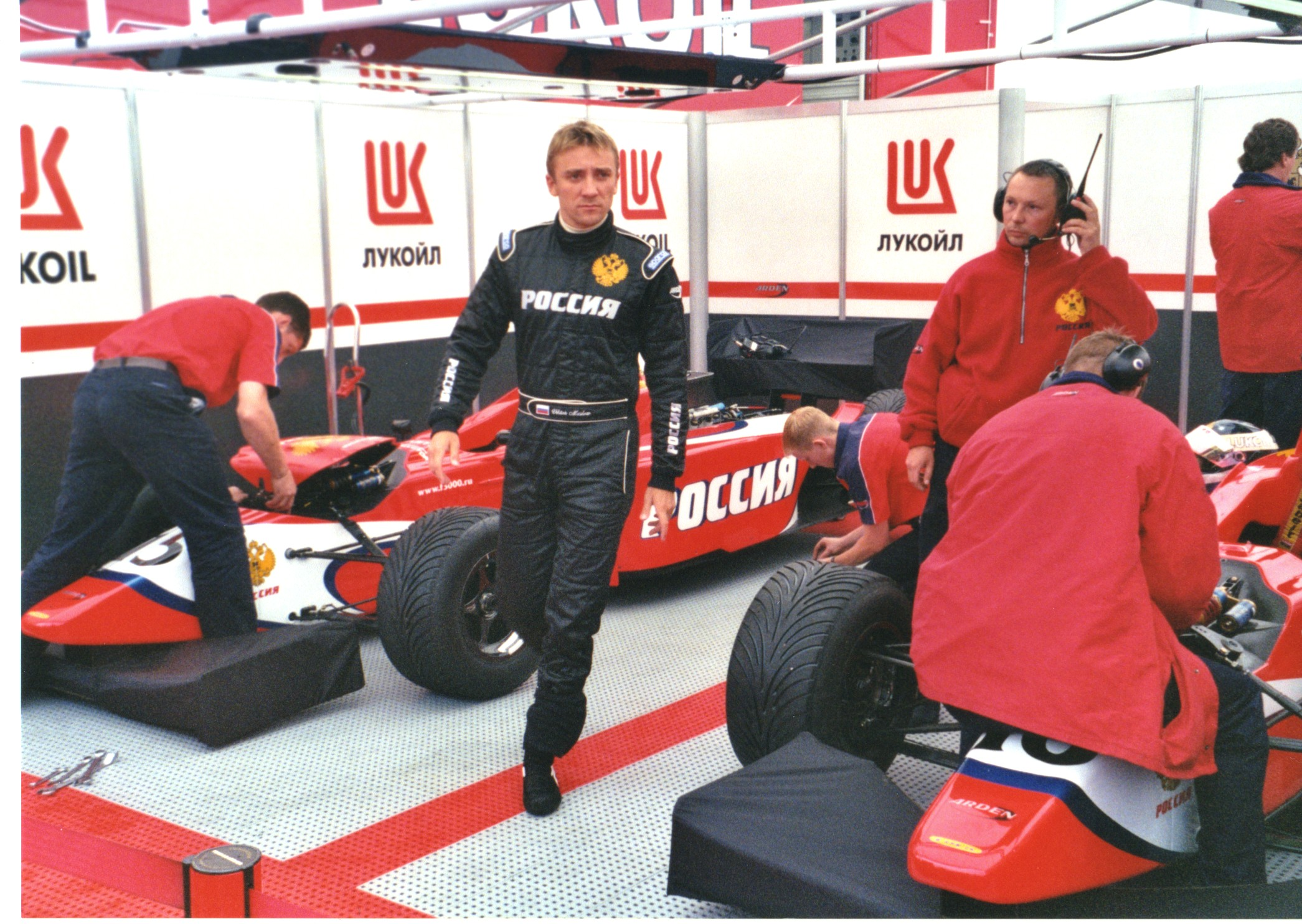
Viktor Maslov v garáži Ardenu, 2001

| Výsledky v A1 Grand Prix | Výsledky v A1 Grand Prix | Výsledky v A1 Grand Prix | Výsledky v A1 Grand Prix | Výsledky v A1 Grand Prix | Výsledky v A1 Grand Prix | Výsledky v A1 Grand Prix | Výsledky v A1 Grand Prix |
| Rok                      | Vůz                      | Tým                      | Výhry                    | Pole pozice              | Nej. kola                | Body                     | P.T.                     |
| ------------------------ | ------------------------ | ------------------------ | ------------------------ | ------------------------ | ------------------------ | ------------------------ | ------------------------ |
| 2005-06                  | Lola-Zytek               | A1 Team Velké Británie   | 0                        | 1                        | 0                        | 97                       | 3.                       |

| Výsledky ve Formuli 3000 | Výsledky ve Formuli 3000 | Výsledky ve Formuli 3000 | Výsledky ve Formuli 3000 | Výsledky ve Formuli 3000 | Výsledky ve Formuli 3000 | Výsledky ve Formuli 3000 | Výsledky ve Formuli 3000 | Výsledky ve Formuli 3000 |
| Rok                      | Vůz                      | Jezdci                   | Výhry                    | Pole pozice              | Nej. kola                | Body                     | P.J.                     | P.T.                     |
| ------------------------ | ------------------------ | ------------------------ | ------------------------ | ------------------------ | ------------------------ | ------------------------ | ------------------------ | ------------------------ |
| 1997                     | Lola-Zytek Judd          | Christian Horner         | 0                        | 0                        | 0                        | 1                        | 21.                      | 16.                      |
| 1998                     | Lola-Zytek Judd          | Kurt Mollekens           | 0                        | 0                        | 0                        | 19                       | 6.                       | 7. [1]                   |
| 1998                     | Lola-Zytek Judd          | Christian Horner         | 0                        | 0                        | 0                        | 0                        | NC                       | 7. [1]                   |
| 1999                     | Lola-Zytek               | Marc Goossens            | 0                        | 0                        | 0                        | 0                        | NC                       | NC ‡                     |
| 1999                     | Lola-Zytek               | Viktor Maslov            | 0                        | 0                        | 0                        | 0                        | NC                       | NC ‡                     |
| 2000                     | Lola-Zytek               | Darren Manning           | 0                        | 1                        | 1                        | 10                       | 8.                       | 8. †                     |
| 2000                     | Lola-Zytek               | Viktor Maslov            | 0                        | 0                        | 0                        | 0                        | NC                       | 8. †                     |
| 2001                     | Lola-Zytek               | Darren Manning           | 0                        | 0                        | 0                        | 9                        | 11.                      | 9. †                     |
| 2001                     | Lola-Zytek               | Viktor Maslov            | 0                        | 0                        | 0                        | 0                        | NC                       | 9. †                     |
| 2002                     | Lola-Zytek Judd          | Tomáš Enge               | 3                        | 4                        | 5                        | 50                       | 3.                       | 1.                       |
| 2002                     | Lola-Zytek Judd          | Björn Wirdheim           | 1                        | 1                        | 0                        | 29                       | 4.                       | 1.                       |
| 2003                     | Lola-Zytek Judd          | Björn Wirdheim           | 3                        | 5                        | 7                        | 78                       | 1.                       | 1.                       |
| 2003                     | Lola-Zytek Judd          | Townsend Bell            | 0                        | 0                        | 0                        | 17                       | 9.                       | 1.                       |
| 2004                     | Lola-Zytek Judd          | Vitantonio Liuzzi        | 7                        | 9                        | 3                        | 86                       | 1.                       | 1.                       |
| 2004                     | Lola-Zytek Judd          | Robert Doornbos          | 1                        | 0                        | 1                        | 44                       | 3.                       | 1.                       |

| Výsledky v Italské Formuli 3000 | Výsledky v Italské Formuli 3000 | Výsledky v Italské Formuli 3000 | Výsledky v Italské Formuli 3000 | Výsledky v Italské Formuli 3000 | Výsledky v Italské Formuli 3000 | Výsledky v Italské Formuli 3000 | Výsledky v Italské Formuli 3000 | Výsledky v Italské Formuli 3000 |
| Rok                             | Vůz                             | Jezdci                          | Výhry                           | Pole pozice                     | Nej. kola                       | Body                            | P.J.                            | P.T.                            |
| ------------------------------- | ------------------------------- | ------------------------------- | ------------------------------- | ------------------------------- | ------------------------------- | ------------------------------- | ------------------------------- | ------------------------------- |
| 1999                            | Lola T96/50-Zytek               | Viktor Maslov                   | 0                               | 0                               | 0                               | 1                               | 18.                             | 11. †                           |
| 2000                            | Lola T96/50-Zytek               | Warren Hughes                   | 2                               | 1                               | 3                               | 37                              | 2.                              | 1. †                            |
| 2000                            | Lola T96/50-Zytek               | Darren Manning                  | 1                               | 1                               | 1                               | 14                              | 6.                              | 1. †                            |

- † Arden Team Russia
- ‡ Lukoil Arden Racing
- [1] spolupráce s týmem KTR

## Časová osa
| Aktuální série            | Aktuální série |
| ------------------------- | -------------- |
| Britská Formule 4         | 2015–2019      |
| Formule Renault Eurocup   | 2017–2019      |
| Bývalé série              |                |
| Formule 3000              | 1997–2004      |
| Italská Formule 3000      | 1999–2000      |
| A1 Grand Prix             | 2005–2007      |
| GP2 Asia Series           | 2008–2011      |
| GP2 Series                | 2005–2016      |
| Formule V8 3.5            | 2012–2016      |
| GP3 Series                | 2010–2018      |
| FIA Mistrovství Formule 2 | 2017–2019      |